# 鹿渡直之
鹿渡 直之（かど なおゆき、1979年1月12日 - ）は、日本の制作プロダクションであるディアクロス・エンタテインメント株式会社の代表。東京都出身。

## 来歴
代々木ゼミナールでの浪人時代に演劇人を志し、演劇で有名な早稲田大学への進学を決意。
1998年4月、早稲田大学社会科学部に進学。得意の歌を活かす為に早稲田大学ミュージカル研究会に所属。
大学在学4年間で20本の舞台に関わり、演劇に没頭する。
2002年4月、劇団四季研究所に第40期生として入所。「冒険者たち」で初舞台を踏み、「ミュージカル李香蘭」「ライオンキング」に出演。
その後、歌舞伎俳優の二代目市川亀治郎の声掛けにより、歌舞伎俳優のマネージャーに就任。歌舞伎界にてマネジメント業務からプロデュース業、ファンクラブ運営などを幅広く学び、舞台裏では歌舞伎の黒衣も務めた。
2011年3月、亀治郎の四代目市川猿之助襲名を機に独立。WOWOW特番「BLUEMAN MEETS KABUKI」の構成、制作協力を担当し、第40回国際エミー賞ノミネートに貢献。

## 主な出演
舞台
- 冒険者たち(劇団四季)
- ミュージカル李香蘭(劇団四季)
- ライオンキング(劇団四季)

ドラマ
- 「風林火山」(NHK)
- 木8ドラマ「七瀬ふたたび」(NHK)

## 黒衣としての主な参加作品
- PARCO歌舞伎「決闘！高田馬場」
- 市川海老蔵欧州歌舞伎「色彩間苅豆」
- 「蜘蛛糸梓弦」
- 「奥州安達原」

## 所属タレント
- MIKI
- 長尾純子

## プロデュース作品
- 「第4回亀治郎の会」
- 「第5回亀治郎の会」
- 「第6回亀治郎の会」
- 「第7回亀治郎の会」
- 「第8回亀治郎の会」